# Riu Buffalo (KwaZulu-Natal)
El riu Buffalo (en zulu: uMzinyathi; en afrikaans: Buffelsrivier) és l'afluent més gran del riu Tugela a Sud-àfrica. La seva font es troba a Majuba Hill, "Turó dels coloms" en llengua zulu, situat al nord-est de Volksrust, a prop de la frontera de Mpumalanga / KwaZulu-Natal. Segueix una ruta cap al sud cap a KwaZulu-Natal passant per Newcastle i després gira cap al sud-est passant per Rorke's Drift, abans d'unir-se al riu Tugela a Ngubevu, prop de Nkandla. Durant el segle xix va formar part del límit entre la colònia de Natal i el Regne Zulu.
El riu Buffalo té diversos afluents, inclosos l'Ingagane al sud-oest i el riu Blood al nord-est, que uneix a prop de la muntanya Kandi. Rorke's Drift és un gual a l'altre costat del riu Buffalo que és un dels llocs famosos de la guerra anglozulu del 1878-79 i Isandhlwana és un altre lloc important d'aquesta guerra situat a uns 20 km al sud-est del riu, no gaire lluny de la confluència amb el Tugela.

## Afluents
- Batshe
- Bzangoma (en afrikaans: Bazangomarivier) és un riu que flueix al centre de KwaZulu-Natal, Sud-àfrica. Es troba a la conca del riu Tugela.[4]
- Riu Blood
- Cold Stream
- Doringspruit
- Dorpspruit
- Kweekspruit
- Riu Mangeni
- Riu Imbabane
- Riu Mngeni
- Riu Mbizana (Buffalo)
- Ndweni
- Ngagane
- Sandspruit
- Sibindi
- Riu Slang
- Riu Teku
- Wasbankspruit
- Womeni